# Episodi di Blood Drive
La prima e unica stagione della serie televisiva Blood Drive, composta da 13 episodi, è stata trasmessa negli Stati Uniti sulla rete via cavo Syfy dal 14 giugno al 6 settembre 2017.
In Italia la stagione verrà interamente pubblicata dapprima sul servizio on demand Infinity TV l'11 ottobre 2017 e poi è stata mandata in onda su Premium Action dal 2 dicembre 2017. In chiaro verrà trasmessa dal 17 aprile 2018 in seconda serata sul 20.
| n° | Titolo originale                  | Titolo italiano             | Prima TV USA     | Prima TV Italia |
| -- | --------------------------------- | --------------------------- | ---------------- | --------------- |
| 1  | The F...ing Cop                   | Gara all'ultimo sangue      | 14 giugno 2017   | 11 ottobre 2017 |
| 2  | Welcome to Pixie Swallow          | Specialità della casa       | 21 giugno 2017   | 11 ottobre 2017 |
| 3  | Steel City Nightfall              | Crepuscolo a Steel City     | 28 giugno 2017   | 11 ottobre 2017 |
| 4  | In the Crimson Halls of Kane Hill | Karma                       | 5 luglio 2017    | 11 ottobre 2017 |
| 5  | The F...ing Dead                  | Il virus                    | 12 luglio 2017   | 11 ottobre 2017 |
| 6  | Booby Traps                       | Trappole esplosive          | 19 luglio 2017   | 11 ottobre 2017 |
| 7  | The Gentleman's Agreement         | Il nuovo leader             | 26 luglio 2017   | 11 ottobre 2017 |
| 8  | A Fistful of Blood                | Red River                   | 2 agosto 2017    | 11 ottobre 2017 |
| 9  | The Chopsocky Special             | Medicina orientale          | 9 agosto 2017    | 11 ottobre 2017 |
| 10 | Scar Tissue                       | Un assaggio di vita normale | 16 agosto 2017   | 11 ottobre 2017 |
| 11 | Episode XI: Rise of the Primo     | Rise of the Primo           | 23 agosto 2017   | 11 ottobre 2017 |
| 12 | Faces of Blood Drive              | All'ultimo sangue           | 30 agosto 2017   | 11 ottobre 2017 |
| 13 | Finish Line                       | Traguardo                   | 6 settembre 2017 | 11 ottobre 2017 |